# 中興 (蔣爾恂)
中興（ちゅうこう）は、清初に蔣爾恂が自立し建てた私年号。1647年。

## 西暦・干支との対照表
| 中興 | 元年    |
| 西暦 | 1647年  |
| 干支 | 丁亥    |
| 清   | 順治4年 |